# سن جیورجیو دی نوگارو
سن جیورجیو دی نوگارو (به ایتالیایی: San Giorgio di Nogaro) یک کومونه در ایتالیا است که در استان اودینه واقع شده‌است.

## خصوصیات
سن جیورجیو دی نوگارو ۲۵٫۸ کیلومترمربع مساحت و ۷٬۴۱۷ نفر جمعیت دارد و ۷ متر بالاتر از سطح دریا واقع شده‌است.

## خواهرخوانده
شهر Mezőhegyes خواهرخواندهٔ سن جیورجیو دی نوگارو هست.